# Dziamjanki
Dziamjanki (biał. Дзям’янкі; ros. Демьянки, Diemjanki) – wieś na Białorusi, w obwodzie homelskim, w rejonie dobruskim, położona nad rzeką Ipucią, około 34 km na północny wschód od Homla. W 2019 roku liczyła 1 mieszkańca.
W wyniku katastrofy w Czarnobylskiej Elektrowni Jądrowej i skażenia promieniotwórczego większość mieszkańców wsi została przesiedlona.

## Zabytki
Pałac Gerardów z drugiej połowy XIX wieku, w stylu neorosyjskim. Należał do gubernatora Finlandii Nikołaja N. Gierarda.